# Bards and Beards
Bards and Beards is een Belgische folkband, opgericht in Nijlen, die zich richt op het spelen van Ierse en Schotse folkmuziek. De band maakt gebruik van een breed scala aan traditionele instrumenten, waaronder de Ierse bouzouki, gitaar, tin whistle, low whistles, draailier, accordeon, bodhrán, mandoline, banjo, cajón en andere percussie-instrumenten.

## Geschiedenis
Bards and Beards werd opgericht in 2017 door Bart Ribbens, Linus de Smet, Dieter Janssens en Bart Ooms. Een jaar later vervolledigde Tibi Morariu de band tot zijn huidige bezetting.
Bards and Beards trad op op festivals zoals Schots Weekend, Na Fir Bolg, M'Eire Morough, Easywood en Bombelbas. De band blijft actief optreden in zowel kleine pubs als op grote festivals.
In 2024 verscheen het eerste album The Rocky Road to Giddy Gigs.

## Muziekstijl
De muziek van Bards and Beards omvat een mix van traditionele Ierse en Schotse liederen, waaronder shanties, jigs, reels, polka's en meezingers. Sinds 2024 schrijft de band ook steeds meer eigen nummers die de kenmerkende stijl en het instrumentarium accentueert.

## Discografie
- The Rocky Road to Giddy Gigs (2024)